# Albert Hourani
Albert Habib Hourani (n. 13 martie 1915 – d. 17 ianuarie 1993) a fost un istoric și orientalist anglofon de origine libaneză.

## Biografie
Albert Hourani s-a născut la Manchester, Marea Britanie, din părinți emigrați din sudul Libanului. Și-a urmat studiile la Manchester și la Londra, apoi la Magdalen College, unul dintre colegiile care au stat la baza constituirii Universității Oxford. A studiat filosofia, științe politice și economice, apoi s-a specializat în relații internaționale. În timpul celui de al doilea Război Mondial a lucrat la Institutul Regal pentru Probleme Externe și la biroul de la Cairo al Ministerului de Stat britanic, iar după război, la biroul arab de la Ierusalim și de la Londra.
Din 1948 și pînă la sfărșitul vieții a fost profesor universitar, predînd la instituții de pretigiu ca Magdalen College, Universitatea Americană din Beirut, Universitatea din Chicago, Universitatea din Pennsylvania și Universitatea Harvard.
Cea mai apreciată lucrare a sa este A History of the Arab Peoples (O istorie a popoarelor arabe).

## Lucrări
- Great Britain and the Arab World (1945)
- Syria and Lebanon (1946)
- Minorities in the Arab World (1947)
- A vision of History (1961)
- Arabic Thought in the Liberal Age (1962)
- Europe and the Middle East (1980)
- The emergence of the modern Middle East (1981)
- History of the Arab Peoples (1991)
- Islam in European Thought (1991)

## Traduceri în limba română
- Istoria popoarelor arabe, trad. Irina Vainovski-Mihai, Polirom, 2010